# IV. Gergely pápa
IV. Gergely OSB (latinul: Gregorius), (Róma, – Róma, 844. január 25.,) a történelem folyamán a 102. pápa volt 827. december 20-tól. Gergely nevű elődjeihez hasonlóan aktívan beleszólt a világi politikába, bár ez részben elkerülhetetlen volt. I. Jámbor Lajos császár trónjának utódlása felforgatta egész Európát, és a vitában gyakran Gergely csak eszköz lehetett. Uralkodása alatt Itáliának új ura lett, majd hamarosan az egész frank birodalom összeomlott.

## Élete
Rómában született, egy nemesi családban. A papi pályán egyre magasabb rangba került, míg a római Szent Márk-bazilika bíborosa lett. Népszerű volt a klérus körében, és a császárpárti római nemesség is mellé állt, annak ellenére, hogy Gergely nem értett egyet a világi hatalmak befolyásával. Így amikor a rövid uralkodású Bálint pápa elhunyt, a római zsinat Gergelyt választotta meg egyházfőnek, még 827 őszén, de a nemesség nem engedte felszentelni, amíg Lajos császár megerősítése meg nem érkezik az örök városba. Így csak 828 márciusában iktatták be hivatalosan az egyház élére.
A római püspökök sorában hosszú regnálást tudhatott magáénak, amely egybeesett a Frank Birodalom gyengülésével majd szétesésével. Nagy Károly császársága unokái vehemenciáján zúzódott szét. Jámbor Lajosnak ugyanis három fiú utóda született: I. Lothár, Pippin és Német Lajos. 817-ben I. Paszkál pápa felügyeletével Lajos császár felosztotta birodalmát fiai között. Azonban a császárné hamarosan meghalt, és Lajos újranősült. A becsvágyó Judit császárné pedig fiú gyermeket szült az uralkodó családba. Judit nyomására Lajos felrúgta a 817-ben kötött egyezséget, és birodalmát legkisebb fiára, a későbbi II. Kopasz Károlyra hagyta. 830-ban a császár első házasságából született három testvér fegyvert fogott, és hamarosan elfogták apjukat. Lajost bebörtönözték, és azt követelték tőle, hogy erősítse meg a 817-es egyezményt. De a három testvér között is ellentét feszült, ezért 830 októberében a nimwegeni országgyűlés visszahelyezte a kiszabadult Lajost a császári trónra, bár második feleségét el kellett hagynia. A birodalmi gyűlésen részt vett Gergely is és támogatta Lajos restaurálását.
Az új béke nem volt hosszú életű, ugyanis Lajos nem tanult fiai lázadásából, és továbbra is Judit gyermekét támogatta. Időközben Lothár a birodalom itáliai részének a királya lett. A három testvér újra fegyvert fogott, és apjuk ellen vonult. Lothár megkérte Gergelyt, hogy kísérje el őt és seregét a harcmezőhöz, és személyes jelenlétével próbálja meg vér nélkül elsimítani a viszályt. A pápa isteni küldetésének vélte a beavatkozást, így azonnal csatlakozott Lothár csapatához. De az ifjú uralkodónak a birodalom minden részén rossz híre volt, és a papság sem támogatta, így amikor híre ment, hogy Gergely együtt kel át az Alpokon Lothárral, vagyis Jámbor Lajos császár ellen foglal állást, a frank klérus elfordult tőle, és hűtlenséggel vádolta meg. A jóhiszemű egyházfő hiába utasította el a vádakat, a főpapság nem volt hajlandó találkozni vele, és Lajos sem bízott benne. 833 nyarán a két sereg Rotfeldnél, a mai Colmar közelében csapott össze. A három fivér ismét győzelmet aratott a császár felett. Lajost nem űzték el a trónról, de el kellett ismernie a 817-es megállapodást. 834-ben Gergely felkereste Lajost, akit fiai szinte minden hatalmától megfosztottak. A pápa belátta, hogy Lothár csapdába csalta őt. Ezzel tisztázta és helyreállította a császárság és Róma kapcsolatait.
Erre szüksége is volt, ugyanis Itália irányítását végérvényesen Lothár vette át. Az új uralkodó semmibe vette Gergely azon nézetét, mely szerint Szent Péter követői rangban a császárok felett állnak, és gyakran sanyargatta a népet is. Lajos a pápa kérésére néha megfékezte fiát, de tartós eredményt ő sem érhetett el. Ráadásul a császár ellen ismét lázadás tört ki, és amikor Lajos seregei élén harcba szállt egyik fiával, 840 júniusában meghalt. A Szent Római Birodalom élére Lothár állhatott, akit Gergely még abban az évben császárrá koronázott.
A gőgös császár rendet akart teremteni a birodalomban, és testvérei birtokát is meg akarta szerezni. Hatalmas seregek gyűltek össze a Fontenay melletti mezőn. Gergely a bajt látván békítő követeket küldött a fivérekhez, de a pápai legátust Lothár emberei elfogták. 841-ben a középkor egyik legvéresebb csatájában a császár vesztett, és Lothár nagyravágyásával együtt szinte az összes frank életét vesztette. Burgundia és Itália királya ugyan megmenekült, de a hajdani birodalom már a múlté volt. Nagy Károly királyságának keleti részén II. Német Lajos uralkodott, a mai Franciaország területét Judit fia, II. Kopasz Károly szerezte meg, míg a köztes területek meggyengült császára Lothár volt.
Gergely feszülten figyelte a Karolingok harcát, ugyanis az iszlám hitű szaracénok egyre jobban fenyegették a félszigetet. A legnagyobb keresztény szövetséges összeomlása aggodalommal töltötte el. Az arabok elfoglalták Szicília szigetét, és a déli hercegek is gyakran hívták be Itáliába a szaracénokat, ha egymás ellen vonultak. Ezért a pápa úgy döntött, hogy megerősítteti Róma falait, és a kikötőt, Ostiát is fallal veszi körbe, valamint erődöt építtet védelmére. A kikötő erődített részét Gergely után Gregoriopolisnak nevezték el.
Erőinek nagy részét lefoglalták ugyan a frank trónviszályok, majd Lothár féktelen uralkodásának csillapítása, de igyekezett vallási ügyekben is állást foglalni. Szigorúan felügyelte a pápai patrimóniumok jövedelmeit, és Campaniában új gazdaságokat telepített. Minden erejével támogatta Európa északi részének térítését. Szent Oszkárt Hamburg érsekévé nevezte ki, ezzel is segítve annak missziós munkáját. Ansgar Dánia és Svédország lakóinak hirdette az evangéliumot, de az északi szlávok között is igyekezett elvetni a kereszténység magvait. Gergely palliumot küldött Salzburgba, Canterburybe és Gradóba is, ezzel biztosítva ezek érsekeinek hűségét. A hagyomány szerint ő vezette be a Mindenszentek ünnepét.
844 januárjában halt meg. A hányattatott pontifikátus után a Szent Péter-bazilikában helyezték örök nyugalomra.

## Művei
- Documenta Catholica Omnia (latin nyelven). (Hozzáférés: 2011. december 6.)